# J-DN02
J-DN02（ジェイ ディー エヌ ゼロニ）は、デンソー製のJ-フォン（現ソフトバンク）の第二世代携帯電話端末である。

## 概要
J-フォン（現ソフトバンクモバイル）から「J-スカイ(J-Sky)」シリーズとして発売された端末。「J-SH02」に次ぐ、J-スカイウェブ端末第二弾として販売。J-スカイウェブは、翌4月より全国展開された。
液晶はモノクロを採用。モノクロ液晶はSHARP製の「J-SH02」と同様だったが、翌月以降に販売されたJ-SH03などではカラー液晶を採用した機種が多かった。また、着信メロディの和音数を4和音である。
デンソー製携帯電話の定番キャラクター「まめぞう」が当機種にも搭載され、待ち受け画面、着信時などで登場している。
色は、当初はフロストホワイト・プレシャスピンクの2色が用意され、後日フォレストグリーンが追加された。当時、3社に分かれていたJ-フォングループ内で販売色が分けられており、地域により販売色が異なっていた。

## 歴史
- 1999年10月12日　テレコムエンジニアリングセンター(TELEC)による技術基準適合証明（技術基準適合証明番号XAE0016685〜XAE0016694）
- 1999年11月09日　 電気通信端末機器審査協会による技術基準適合認定の設計認証（設計認証番号A99-1055JP）
- 1999年11月10日　TELECによる技術基準適合証明の工事設計認証（工事設計認証番号XAA0019）
- 2000年03月13日　 発表および発売